# LibreTexts
LibreTexts (anteriormente chamado de STEMHyperlibrary e ChemWiki) é um projeto de recursos educacionais sem fins lucrativos sediado no estado da Califórnia. O projeto fornece acesso aberto ao conteúdo em seu site, e o site é construído na plataforma Mindtouch. LibreTexts foi iniciado em 2008 por Delmar Larsen na Universidade da Califórnia em Davis e desde então se expandiu para 400 textos em 154 cursos (em 2018), tornando-se um dos maiores e mais visitados recursos educacionais online. LibreTexts atualmente tem 13 disciplinas de biblioteca que variam de química a força de trabalho e ciências humanas.

## Suporte
O suporte primário atual do LibreTexts vem do prêmio Open Textbook Pilot Program FIPSE da Lei de Organização do Departamento de Educação, EUA em 2018. Este financiamento é utilizado para patrocinar professores em instituições parceiras para criar conteúdo e adaptar o conteúdo existente para seus cursos específicos.